# Zhujie Zhen (köping i Kina, Yunnan)
Zhujie Zhen (kinesiska: 珠街, 珠街镇) är en köping i Kina. Den ligger i provinsen Yunnan, i den sydvästra delen av landet, omkring 270 kilometer sydost om provinshuvudstaden Kunming. Antalet invånare är 40 623. Befolkningen består av 18 719 kvinnor och 21 904 män. Barn under 15 år utgör 28,0 %, vuxna 15-64 år 65 %, och äldre över 65 år 6,0 %.
Genomsnittlig årsnederbörd är 1 420 millimeter. Den regnigaste månaden är juli, med i genomsnitt 282 mm nederbörd, och den torraste är februari, med 12 mm nederbörd.